# 가와치군

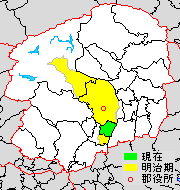
가와치 군의 위치

가와치군(일본어: 河内郡, かわちぐん)은 일본 도치기현에 있는 군이다.
인구 30,216명, 면적 54.39km², 인구밀도 556명/km².(2025년 3월 1일, 추계인구)
이하 1정으로 구성된다.
- 가미노카와정(上三川町)

## 군역
위 1정 외에, 1878년 행정 구역으로 출범할 당시의 군역은 현재의 행정 구역으로 대체로 아래 구역에 해당한다.
- 우쓰노미야시(일부)
- 닛코시(일부)
- 시모쓰케시(일부)
- 가누마시(일부)

## 역사

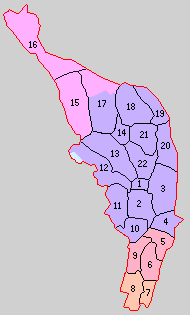
1.우쓰노미야정 2.요코카와촌 3.히라이시촌 4.미즈호노촌 5.혼고촌 6.가미노카와촌 7.요시다촌 8.야쿠시지촌 9.다코촌 10.스즈메노미야촌 11.스가타가와촌 12.시로야마촌 13.구니모토촌 14.도미야촌 15.오사와촌 16.도요오카촌 17.시노이촌 18.하구로촌 19.기누시마촌 20.후루사토촌 21.다와라촌 22.도요사토촌 (보라:우쓰노미야시 분흉:닛코시 등색:시모쓰케시 하늘색:가누마시)

- 1889년 4월 1일 - 정촌제 시행으로, 아래의 정촌이 발족.(1정 21촌)
  - 우쓰노미야정(宇都宮町): 현 우쓰노미야시
  - 요코카와촌(横川村): 현 우쓰노미야시
  - 히라이시촌(平石村): 현 우쓰노미야시
  - 미즈호노촌(瑞穂野村): 현 우쓰노미야시
  - 혼고촌(本郷村): 현 가미노카와정
  - 가미노카와촌(上三川村): 현 가미노카와정
  - 요시다촌(吉田村): 현 시모쓰케시
  - 야쿠시지촌(薬師寺村): 현 시모쓰케시
  - 다코촌(多功村): 현 가미노카와정
  - 스즈메노미야촌(雀宮村): 현 우쓰노미야시
  - 스가타가와촌(姿川村): 현 우쓰노미야시
  - 시로야마촌(城山村):현 우쓰노미야시, 가누마시
  - 구니모토촌(国本村): 현 우쓰노미야시
  - 도미야촌(富屋村): 현 우쓰노미야시
  - 오사와촌(大沢村): 현 닛코시
  - 도요오카촌(豊岡村): 현 닛코시
  - 시노이촌(篠井村): 현 우쓰노미야시, 닛코시
  - 하구로촌(羽黒村): 현 우쓰노미야시
  - 기누시마촌(絹島村): 현 우쓰노미야시
  - 후루사토촌(古里村): 현 우쓰노미야시
  - 다와라촌(田原村): 현 우쓰노미야시
  - 도요사토촌(豊郷村): 현 우쓰노미야시
- 1891년 12월 26일 - 다코촌이 메이지촌(明治村)으로 개칭.
- 1893년 7월 1일 - 가미노카와촌이 정제 시행으로 가미노카와정(上三川町)이 됨.(2정 20촌)
- 1896년 4월 1일 - 우쓰노미야정이 시제 시행으로 우쓰노미야시(宇都宮市)가 되어, 군에서 이탈.(1정 20촌)
- 1942년 7월 1일 - 히라이시촌의 일부가 우쓰노미야시에 편입.
- 1949년 4월 1일
  - 요코카와촌의 일부 및 도요사토촌의 일부기 우쓰노미야시에 편입.
  - 미즈호노촌의 일부가 하가군 기요하라촌(현 우쓰노미야시)에 편입.
  - 시로야마촌의 일부가 가미쓰가군 기쿠사와촌(현 가누마시)에 편입.
- 1951년
  - 6월 1일 - 히라이시촌의 일부가 우쓰노미야시에 편입.
  - 6월 25일 - 히라이시촌의 일부가 도요사토촌에 편입.
- 1952년
  - 4월 1일 - 요코카와촌의 일부가 우쓰노미야시에 편입.
  - 6월 1일 - 구니모토촌의 일부가 우쓰노미야시에 편입.
- 1953년 11월 1일 - 스즈메노미야촌이 정제 시행으로 스즈메노미야정(雀宮町)이 됨.(2정 19촌)
- 1954년
  - 3월 31일 - 도요오카촌이 가미쓰가군 이마이치정(今市町)에 편입. 이마이치정은 당일 시제를 시행하여 이마이치시(今市市, 현 닛코시)가 됨.(2정 18촌)
  - 8월 1일 - 히라이시촌이 우쓰노미야시에 편입.(2정 17촌)
  - 9월 25일 - 요코카와촌이 우쓰노미야시에 편입.(2정 16촌)
  - 10월 1일 - 미즈호노촌이 우쓰노미야시에 편입.(2정 15촌)
  - 11월 1일(2정 9촌)
    - 시로야마촌·구니모토촌·도미야촌·도요사토촌 및 시노이촌의 일부가 우쓰노미야시에 편입.
    - 오사와촌 및 시노이촌의 잔여부가 이마이치시에 편입.
- 1955년
  - 4월 1일(1정 6촌)
    - 스즈메노미야정·스가타가와촌이 우쓰노미야시에 편입.
    - 하구로촌·기누시마촌이 합병하여 가미카와치촌(上河内村)이 발족.
    - 후루사토촌·다와라촌이 합병하여 가와치촌(河内村)이 발족.

  - 4월 29일(1정 3촌)
    - 가미노카와정·혼고촌·메이지촌이 합병하여, 새로이 가미노카와정(上三川町)が発足.
    - 요시다촌·야쿠시지촌이 합병하여 미나미카와치촌(南河内村)이 발족.
- 1966년 4월 1일 - 가와치촌이 정제 시행으로 가와치정(河内町)이 됨.(2정 2촌)
- 1971년 4월 1일 - 미나미카와치촌이 정제 시행으로 미나미카와치정(南河内町)이 됨.(3정 1촌)
- 1994년 7월 1일 - 가미카와치촌이 정제 시행으로 가미카와치정(上河内町)이 됨.(4정)
- 2006년 1월 10일 - 미나미카와치정이 시모쓰가군 이시바시정·고쿠분지정과 합병하여 시모쓰케시(下野市)가 발족, 군에서 이탈.(3정)
- 2007년 3월 31일 - 가미카와치정·가와치정이 우쓰노미야시에 편입.(1정)